# Ługi (Otwock)
Ługi – część miasta Otwocka. Osiedle mieszkaniowe wybudowane na terytorium miasta Karczew, które dzielą między siebie miasta Otwock (od północy) i Karczew (od południa). Największe osiedle w zasobach Otwockiej Spółdzielni Mieszkaniowej. Obecnie około 9000 mieszkańców.
Obejmuje 56 budynków mieszkalnych, 182 klatki schodowe i 1783 mieszkania.

## Historia
Od 1867 obszar ten stanowił grunta zaserwitutowe  Przewozu w gminie Otwock w powecie mińskim, przekształconej 16 grudnia 1916 w gminę Karczew i włączonej do powiatu warszawskiego. 14 lipca 1924 przynależność gminy Karczew do powiatu warszawskiego została uregulowana. 1 października 1932 grunta zaserwitutowe należące do wsi Przewóz Karczewski, włączono do Otwocka.
- 1975 rok - Wojewoda warszawski zatwierdził plan zagospodarowania przestrzennego terenów obecnie zajmowanych przez osiedle Ługi[potrzebny przypis].
- 1978 rok - rozpoczęły się pierwsze prace budowlane, osiedle zaprojektował arch. Krzysztof Tauszyński[potrzebny przypis].
- 1984 rok - zaczęto oddawać do użytku pierwsze budynki. Były to najwyższe trzy sześciopiętrowe bloki wyposażone w windę. W maju 84 r. oddano blok przy ulicy Bema 2 w październiku przy ulicy Bema 4 a w styczniu 85 r. oddano blok przy ulicy Bema 6. W związku z faktem, że Ciepłownia w Karczewie jeszcze nie funkcjonowała, tymczasowo bloki te ogrzewano kotłownią kontenerową. Trwają budowy kolejnych bloków. Najwięcej ich powstało między 1991 a 1993 rokiem[potrzebny przypis].

Ograniczenia budżetowe uniemożliwiają budowę zaplanowanej wcześniej szkoły podstawowej.

## Ulice
- Grota Roweckiego
- Andersa
- Lecha
- Bema
- Maczka
- Słoneczna
- Ługi
- Sikorskiego
- Danuty

## Obiekty
- Parafia pw. Miłosierdzia Bożego ul. Ługi 58A
- Klub Grota
- Przedszkole
- Administracja osiedla
- Środowiskowy Dom Samopomocy ul. Maczka 2